# Железнодорожная Казарма 538 км
Железнодоро́жная Каза́рма 538 км, 538 км — населённый пункт (тип: станция) в Рубцовском районе Алтайском крае России. Входит в состав Веселоярского сельсовета.

## География
Расположен в степной зоне на юге региона, фактически примыкая к южной окраине села Весёлоярск (его улица Ленина). К северу и востоку проходит магистральный канал Алейской оросительной системы.
Уличная сеть представлена одной улицей — Весёлая.
Климат
Климат умеренный, резко континентальный.

## История
Основана в 1913 г. благодаря строительству в 1910-х годах железнодорожной линии Барнаул — Семипалатинск Алтайской железной дороги.
В 1928 г. Казарма 500 км состояла из 5 хозяйств. Входила в состав Весёлоярского Рубцовского района Рубцовского округа Сибирского края.
В 1931 г. состояла из 3 хозяйств, находилась в составе Весёлоярского сельсовета Рубцовского района.

## Население
| 1926 | 1931 | 1997 | 1998 | 1999 | 2000 | 2001 | 2002 | 2003 | 2004 | 2005 | 2006 |
| ---- | ---- | ---- | ---- | ---- | ---- | ---- | ---- | ---- | ---- | ---- | ---- |
| 11   | ↗14  | ↗23  | ↗25  | ↗31  | ↘28  | ↘24  | ↘23  | ↘22  | ↗24  | →24  | →24  |
| 2007 | 2008 | 2009 | 2010 | 2011 | 2012 | 2013 |      |      |      |      |      |
| ↘23  | ↘21  | →21  | ↘19  | →19  | ↘17  | ↘16  |      |      |      |      |      |

Национальный состав
В 1928 г. основное население — русские.
Согласно результатам переписи 2002 года, в национальной структуре населения русские составляли 100 % от 23 чел.

## Инфраструктура
Путевое хозяйство Западно-Сибирской железной дороги.
Все услуги жители остановочного пункта получают в селе Весёлоярск.

## Транспорт
538 км доступен автомобильным и железнодорожным транспортом.
В пешей доступности федеральная автодорога А-322 Барнаул — Рубцовск — государственная граница с Республикой Казахстан.